# ناوشکن کلاس ویکس
دیسترویر کلاس ویکس (به انگلیسی: Wickes-class destroyer) یک کلاس از کشتی است که طول آن ۳۱۴ فوت ۴٫۵ اینچ (۹۵٫۸۲ متر) می‌باشد.